# Christiaan V van Denemarken
Christiaan V (Flensburg, 15 april 1646 – Kopenhagen, 25 augustus 1699) was koning van Denemarken en Noorwegen van 1670 tot 1699.
Hij werd in Flensburg geboren en was de oudste zoon van Frederik III en Sophia Amalie van Brunswijk-Lüneburg. Vlak na zijn aantreden beledigde hij zijn vrouw openlijk door zijn maîtresse Amelia Moth, die op dat moment zestien jaar was, aan het publiek voor te stellen. Hij kreeg acht kinderen bij zijn officiële vrouw Charlotte Amalia, een dochter van Willem VI van Hessen-Kassel, en zes bij zijn maîtresse.
De koning stichtte de Orde van de Dannebrog die nog steeds zijn monogram draagt.
Hij was zeer populair bij het volk vanwege zijn persoonlijke moed, maar was een slecht staatsman.

## Kinderen
Uit het huwelijk van koning Christiaan V met Charlotte Amalia van Hessen-Kassel werden de volgende kinderen geboren:
- Frederik (11 oktober 1671 - 12 oktober 1730), koning van Denemarken en Noorwegen, huwde Louise van Mecklenburg.
- Christiaan Willem (1 december 1672 - 25 januari 1673).
- Christiaan (26 maart 1675 - 27 juni 1695).
- Sophia Hedwig (28 augustus 1677 - 13 maart 1735), bleef ongehuwd.
- Christina Charlotte (18 januari 1679 - 24 augustus 1689).
- Karel (26 oktober 1680 - 8 augustus 1729).
- een dochter
- Willem (21 februari 1687 - 28 november 1705).

## Kwartierstaat
| Frederik II van Denemarken (1534-1588)  | Frederik II van Denemarken (1534-1588)  | Frederik II van Denemarken (1534-1588)  | Frederik II van Denemarken (1534-1588)  | Frederik II van Denemarken (1534-1588)   | Frederik II van Denemarken (1534-1588)   | Sophia van Mecklenburg-Güstrow (1557-1631) | Sophia van Mecklenburg-Güstrow (1557-1631) | Sophia van Mecklenburg-Güstrow (1557-1631) | Sophia van Mecklenburg-Güstrow (1557-1631) | Sophia van Mecklenburg-Güstrow (1557-1631) | Sophia van Mecklenburg-Güstrow (1557-1631) |                                         |                                         | Joachim Frederik van Brandenburg (1546-1608) | Joachim Frederik van Brandenburg (1546-1608) | Joachim Frederik van Brandenburg (1546-1608) | Joachim Frederik van Brandenburg (1546-1608) | Joachim Frederik van Brandenburg (1546-1608) | Joachim Frederik van Brandenburg (1546-1608) | Catharina van Brandenburg-Küstrin (1549-1602) | Catharina van Brandenburg-Küstrin (1549-1602) | Catharina van Brandenburg-Küstrin (1549-1602) | Catharina van Brandenburg-Küstrin (1549-1602) | Catharina van Brandenburg-Küstrin (1549-1602)   | Catharina van Brandenburg-Küstrin (1549-1602)   |                                                 |                                                 | Willem V van Brunswijk-Lüneburg (1535-1592)     | Willem V van Brunswijk-Lüneburg (1535-1592)     | Willem V van Brunswijk-Lüneburg (1535-1592) | Willem V van Brunswijk-Lüneburg (1535-1592) | Willem V van Brunswijk-Lüneburg (1535-1592) | Willem V van Brunswijk-Lüneburg (1535-1592) | Dorothea van Denemarken (1546-1617)        | Dorothea van Denemarken (1546-1617)        | Dorothea van Denemarken (1546-1617)        | Dorothea van Denemarken (1546-1617)        | Dorothea van Denemarken (1546-1617)              | Dorothea van Denemarken (1546-1617)              |                                                  |                                                  | Lodewijk V van Hessen-Darmstadt (1577-1626)      | Lodewijk V van Hessen-Darmstadt (1577-1626)      | Lodewijk V van Hessen-Darmstadt (1577-1626)    | Lodewijk V van Hessen-Darmstadt (1577-1626)    | Lodewijk V van Hessen-Darmstadt (1577-1626)    | Lodewijk V van Hessen-Darmstadt (1577-1626)    | Magdalena van Brandenburg (1582-1616)          | Magdalena van Brandenburg (1582-1616)          | Magdalena van Brandenburg (1582-1616) | Magdalena van Brandenburg (1582-1616) | Magdalena van Brandenburg (1582-1616) | Magdalena van Brandenburg (1582-1616) |  |  |  |  |  |  |  |  |  |  |  |  |  |  |  |  |  |  |  |  |  |  |  |  |  |  |  |  |  |  |  |  |  |  |  |  |  |  |  |  |  |  |  |  |  |  |  |  |
| Frederik II van Denemarken (1534-1588)  | Frederik II van Denemarken (1534-1588)  | Frederik II van Denemarken (1534-1588)  | Frederik II van Denemarken (1534-1588)  | Frederik II van Denemarken (1534-1588)   | Frederik II van Denemarken (1534-1588)   | Sophia van Mecklenburg-Güstrow (1557-1631) | Sophia van Mecklenburg-Güstrow (1557-1631) | Sophia van Mecklenburg-Güstrow (1557-1631) | Sophia van Mecklenburg-Güstrow (1557-1631) | Sophia van Mecklenburg-Güstrow (1557-1631) | Sophia van Mecklenburg-Güstrow (1557-1631) |                                         |                                         | Joachim Frederik van Brandenburg (1546-1608) | Joachim Frederik van Brandenburg (1546-1608) | Joachim Frederik van Brandenburg (1546-1608) | Joachim Frederik van Brandenburg (1546-1608) | Joachim Frederik van Brandenburg (1546-1608) | Joachim Frederik van Brandenburg (1546-1608) | Catharina van Brandenburg-Küstrin (1549-1602) | Catharina van Brandenburg-Küstrin (1549-1602) | Catharina van Brandenburg-Küstrin (1549-1602) | Catharina van Brandenburg-Küstrin (1549-1602) | Catharina van Brandenburg-Küstrin (1549-1602)   | Catharina van Brandenburg-Küstrin (1549-1602)   |                                                 |                                                 | Willem V van Brunswijk-Lüneburg (1535-1592)     | Willem V van Brunswijk-Lüneburg (1535-1592)     | Willem V van Brunswijk-Lüneburg (1535-1592) | Willem V van Brunswijk-Lüneburg (1535-1592) | Willem V van Brunswijk-Lüneburg (1535-1592) | Willem V van Brunswijk-Lüneburg (1535-1592) | Dorothea van Denemarken (1546-1617)        | Dorothea van Denemarken (1546-1617)        | Dorothea van Denemarken (1546-1617)        | Dorothea van Denemarken (1546-1617)        | Dorothea van Denemarken (1546-1617)              | Dorothea van Denemarken (1546-1617)              |                                                  |                                                  | Lodewijk V van Hessen-Darmstadt (1577-1626)      | Lodewijk V van Hessen-Darmstadt (1577-1626)      | Lodewijk V van Hessen-Darmstadt (1577-1626)    | Lodewijk V van Hessen-Darmstadt (1577-1626)    | Lodewijk V van Hessen-Darmstadt (1577-1626)    | Lodewijk V van Hessen-Darmstadt (1577-1626)    | Magdalena van Brandenburg (1582-1616)          | Magdalena van Brandenburg (1582-1616)          | Magdalena van Brandenburg (1582-1616) | Magdalena van Brandenburg (1582-1616) | Magdalena van Brandenburg (1582-1616) | Magdalena van Brandenburg (1582-1616) |  |  |  |  |  |  |  |  |  |  |  |  |  |  |  |  |  |  |  |  |  |  |  |  |  |  |  |  |  |  |  |  |  |  |  |  |  |  |  |  |  |  |  |  |  |  |  |  |
|                                         |                                         |                                         |                                         |                                          |                                          |                                            |                                            |                                            |                                            |                                            |                                            |                                         |                                         |                                              |                                              |                                              |                                              |                                              |                                              |                                               |                                               |                                               |                                               |                                                 |                                                 |                                                 |                                                 |                                                 |                                                 |                                             |                                             |                                             |                                             |                                            |                                            |                                            |                                            |                                                  |                                                  |                                                  |                                                  |                                                  |                                                  |                                                |                                                |                                                |                                                |                                                |                                                |                                       |                                       |                                       |                                       |  |  |  |  |  |  |  |  |  |  |  |  |  |  |  |  |  |  |  |  |  |  |  |  |  |  |  |  |  |  |  |  |  |  |  |  |  |  |  |  |  |  |  |  |  |  |  |  |
|                                         |                                         |                                         |                                         | Christiaan IV van Denemarken (1577-1648) | Christiaan IV van Denemarken (1577-1648) | Christiaan IV van Denemarken (1577-1648)   | Christiaan IV van Denemarken (1577-1648)   | Christiaan IV van Denemarken (1577-1648)   | Christiaan IV van Denemarken (1577-1648)   |                                            |                                            |                                         |                                         |                                              |                                              | Anna Catharina van Brandenburg (1575-1612)   | Anna Catharina van Brandenburg (1575-1612)   | Anna Catharina van Brandenburg (1575-1612)   | Anna Catharina van Brandenburg (1575-1612)   | Anna Catharina van Brandenburg (1575-1612)    | Anna Catharina van Brandenburg (1575-1612)    |                                               |                                               |                                                 |                                                 |                                                 |                                                 |                                                 |                                                 |                                             |                                             | George van Brunswijk-Calenberg (1582-1641)  | George van Brunswijk-Calenberg (1582-1641)  | George van Brunswijk-Calenberg (1582-1641) | George van Brunswijk-Calenberg (1582-1641) | George van Brunswijk-Calenberg (1582-1641) | George van Brunswijk-Calenberg (1582-1641) |                                                  |                                                  |                                                  |                                                  |                                                  |                                                  | Anna Eleonora van Hessen-Darmstadt (1601-1659) | Anna Eleonora van Hessen-Darmstadt (1601-1659) | Anna Eleonora van Hessen-Darmstadt (1601-1659) | Anna Eleonora van Hessen-Darmstadt (1601-1659) | Anna Eleonora van Hessen-Darmstadt (1601-1659) | Anna Eleonora van Hessen-Darmstadt (1601-1659) |                                       |                                       |                                       |                                       |  |  |  |  |  |  |  |  |  |  |  |  |  |  |  |  |  |  |  |  |  |  |  |  |  |  |  |  |  |  |  |  |  |  |  |  |  |  |  |  |  |  |  |  |  |  |  |  |
|                                         |                                         |                                         |                                         | Christiaan IV van Denemarken (1577-1648) | Christiaan IV van Denemarken (1577-1648) | Christiaan IV van Denemarken (1577-1648)   | Christiaan IV van Denemarken (1577-1648)   | Christiaan IV van Denemarken (1577-1648)   | Christiaan IV van Denemarken (1577-1648)   |                                            |                                            |                                         |                                         |                                              |                                              | Anna Catharina van Brandenburg (1575-1612)   | Anna Catharina van Brandenburg (1575-1612)   | Anna Catharina van Brandenburg (1575-1612)   | Anna Catharina van Brandenburg (1575-1612)   | Anna Catharina van Brandenburg (1575-1612)    | Anna Catharina van Brandenburg (1575-1612)    |                                               |                                               |                                                 |                                                 |                                                 |                                                 |                                                 |                                                 |                                             |                                             | George van Brunswijk-Calenberg (1582-1641)  | George van Brunswijk-Calenberg (1582-1641)  | George van Brunswijk-Calenberg (1582-1641) | George van Brunswijk-Calenberg (1582-1641) | George van Brunswijk-Calenberg (1582-1641) | George van Brunswijk-Calenberg (1582-1641) |                                                  |                                                  |                                                  |                                                  |                                                  |                                                  | Anna Eleonora van Hessen-Darmstadt (1601-1659) | Anna Eleonora van Hessen-Darmstadt (1601-1659) | Anna Eleonora van Hessen-Darmstadt (1601-1659) | Anna Eleonora van Hessen-Darmstadt (1601-1659) | Anna Eleonora van Hessen-Darmstadt (1601-1659) | Anna Eleonora van Hessen-Darmstadt (1601-1659) |                                       |                                       |                                       |                                       |  |  |  |  |  |  |  |  |  |  |  |  |  |  |  |  |  |  |  |  |  |  |  |  |  |  |  |  |  |  |  |  |  |  |  |  |  |  |  |  |  |  |  |  |  |  |  |  |
|                                         |                                         |                                         |                                         |                                          |                                          |                                            |                                            |                                            |                                            | Frederik III van Denemarken (1609-1670)    | Frederik III van Denemarken (1609-1670)    | Frederik III van Denemarken (1609-1670) | Frederik III van Denemarken (1609-1670) | Frederik III van Denemarken (1609-1670)      | Frederik III van Denemarken (1609-1670)      |                                              |                                              |                                              |                                              |                                               |                                               |                                               |                                               |                                                 |                                                 |                                                 |                                                 |                                                 |                                                 |                                             |                                             |                                             |                                             |                                            |                                            |                                            |                                            | Sophia Amalia van Brunswijk-Lüneburg (1628-1685) | Sophia Amalia van Brunswijk-Lüneburg (1628-1685) | Sophia Amalia van Brunswijk-Lüneburg (1628-1685) | Sophia Amalia van Brunswijk-Lüneburg (1628-1685) | Sophia Amalia van Brunswijk-Lüneburg (1628-1685) | Sophia Amalia van Brunswijk-Lüneburg (1628-1685) |                                                |                                                |                                                |                                                |                                                |                                                |                                       |                                       |                                       |                                       |  |  |  |  |  |  |  |  |  |  |  |  |  |  |  |  |  |  |  |  |  |  |  |  |  |  |  |  |  |  |  |  |  |  |  |  |  |  |  |  |  |  |  |  |  |  |  |  |
|                                         |                                         |                                         |                                         |                                          |                                          |                                            |                                            |                                            |                                            | Frederik III van Denemarken (1609-1670)    | Frederik III van Denemarken (1609-1670)    | Frederik III van Denemarken (1609-1670) | Frederik III van Denemarken (1609-1670) | Frederik III van Denemarken (1609-1670)      | Frederik III van Denemarken (1609-1670)      |                                              |                                              |                                              |                                              |                                               |                                               |                                               |                                               |                                                 |                                                 |                                                 |                                                 |                                                 |                                                 |                                             |                                             |                                             |                                             |                                            |                                            |                                            |                                            | Sophia Amalia van Brunswijk-Lüneburg (1628-1685) | Sophia Amalia van Brunswijk-Lüneburg (1628-1685) | Sophia Amalia van Brunswijk-Lüneburg (1628-1685) | Sophia Amalia van Brunswijk-Lüneburg (1628-1685) | Sophia Amalia van Brunswijk-Lüneburg (1628-1685) | Sophia Amalia van Brunswijk-Lüneburg (1628-1685) |                                                |                                                |                                                |                                                |                                                |                                                |                                       |                                       |                                       |                                       |  |  |  |  |  |  |  |  |  |  |  |  |  |  |  |  |  |  |  |  |  |  |  |  |  |  |  |  |  |  |  |  |  |  |  |  |  |  |  |  |  |  |  |  |  |  |  |  |
|                                         |                                         |                                         |                                         |                                          |                                          |                                            |                                            |                                            |                                            |                                            |                                            |                                         |                                         |                                              |                                              |                                              |                                              |                                              |                                              |                                               |                                               |                                               |                                               |                                                 |                                                 |                                                 |                                                 |                                                 |                                                 |                                             |                                             |                                             |                                             |                                            |                                            |                                            |                                            |                                                  |                                                  |                                                  |                                                  |                                                  |                                                  |                                                |                                                |                                                |                                                |                                                |                                                |                                       |                                       |                                       |                                       |  |  |  |  |  |  |  |  |  |  |  |  |  |  |  |  |  |  |  |  |  |  |  |  |  |  |  |  |  |  |  |  |  |  |  |  |  |  |  |  |  |  |  |  |  |  |  |  |
|                                         |                                         |                                         |                                         |                                          |                                          |                                            |                                            |                                            |                                            |                                            |                                            |                                         |                                         |                                              |                                              |                                              |                                              |                                              |                                              |                                               |                                               |                                               |                                               |                                                 |                                                 |                                                 |                                                 |                                                 |                                                 |                                             |                                             |                                             |                                             |                                            |                                            |                                            |                                            |                                                  |                                                  |                                                  |                                                  |                                                  |                                                  |                                                |                                                |                                                |                                                |                                                |                                                |                                       |                                       |                                       |                                       |  |  |  |  |  |  |  |  |  |  |  |  |  |  |  |  |  |  |  |  |  |  |  |  |  |  |  |  |  |  |  |  |  |  |  |  |  |  |  |  |  |  |  |  |  |  |  |  |
| Christiaan V van Denemarken (1646–1699) | Christiaan V van Denemarken (1646–1699) | Christiaan V van Denemarken (1646–1699) | Christiaan V van Denemarken (1646–1699) | Christiaan V van Denemarken (1646–1699)  | Christiaan V van Denemarken (1646–1699)  |                                            |                                            | Anna Sophia van Denemarken (1647-1717)     | Anna Sophia van Denemarken (1647-1717)     | Anna Sophia van Denemarken (1647-1717)     | Anna Sophia van Denemarken (1647-1717)     | Anna Sophia van Denemarken (1647-1717)  | Anna Sophia van Denemarken (1647-1717)  |                                              |                                              | Frederika Amalia van Denemarken (1649-1704)  | Frederika Amalia van Denemarken (1649-1704)  | Frederika Amalia van Denemarken (1649-1704)  | Frederika Amalia van Denemarken (1649-1704)  | Frederika Amalia van Denemarken (1649-1704)   | Frederika Amalia van Denemarken (1649-1704)   |                                               |                                               | Wilhelmina Ernestina van Denemarken (1650-1706) | Wilhelmina Ernestina van Denemarken (1650-1706) | Wilhelmina Ernestina van Denemarken (1650-1706) | Wilhelmina Ernestina van Denemarken (1650-1706) | Wilhelmina Ernestina van Denemarken (1650-1706) | Wilhelmina Ernestina van Denemarken (1650-1706) |                                             |                                             | George van Denemarken (1653-1708)           | George van Denemarken (1653-1708)           | George van Denemarken (1653-1708)          | George van Denemarken (1653-1708)          | George van Denemarken (1653-1708)          | George van Denemarken (1653-1708)          |                                                  |                                                  | Ulrika Eleonora van Denemarken (1656-1693)       | Ulrika Eleonora van Denemarken (1656-1693)       | Ulrika Eleonora van Denemarken (1656-1693)       | Ulrika Eleonora van Denemarken (1656-1693)       | Ulrika Eleonora van Denemarken (1656-1693)     | Ulrika Eleonora van Denemarken (1656-1693)     |                                                |                                                | 1 broer en 1 zuster                            | 1 broer en 1 zuster                            | 1 broer en 1 zuster                   | 1 broer en 1 zuster                   | 1 broer en 1 zuster                   | 1 broer en 1 zuster                   |  |  |  |  |  |  |  |  |  |  |  |  |  |  |  |  |  |  |  |  |  |  |  |  |  |  |  |  |  |  |  |  |  |  |  |  |  |  |  |  |  |  |  |  |  |  |  |  |

Gorm · Harald I · Sven I · Harald II · Knoet II · Knoet III · Magnus I · Sven II · Harald III · Knoet IV · Olaf I · Erik I · Niels · Erik II · Erik III · Sven III · Knoet V · Waldemar I · Knoet VI · Waldemar II · Erik IV · Abel · Christoffel I · Erik V · Erik VI · Christoffel II · Waldemar III · Christoffel II · Waldemar IV · Olaf II · Margaretha I · Erik VII · Christoffel III · Christiaan I · Johan · Christiaan II · Frederik I · Christiaan III · Frederik II · Christiaan IV · Frederik III · Christiaan V · Frederik IV · Christiaan VI · Frederik V · Christiaan VII · Frederik VI · Christiaan VIII · Frederik VII · Christiaan IX · Frederik VIII · Christiaan X · Frederik IX · Margrethe II · Frederik X
- Bibsys: 90613343
- Biblioteca Nacional de España: XX1621235
- Bibliothèque nationale de France: cb11683686x (data)
- Catàleg d'autoritats de noms i títols de Catalunya: 981058614758106706
- Gemeinsame Normdatei: 119175800
- International Standard Name Identifier: 0000 0000 6637 230X
- KulturNav: 5e9abfc3-3664-4ec8-99f8-fa64eec86599
- Library of Congress Control Number: n85056913
- Nationale Bibliotheek van Tsjechië: jn20000700964
- Nationale Bibliotheek van Israël: 987007259723805171
- Nationale Bibliotheek van Polen: a0000001187631
- Nederlandse Thesaurus van Auteursnamen: 07117348X
- RKD-Nederlands Instituut voor Kunstgeschiedenis: 456887
- Istituto Centrale per il Catalogo Unico: MILV291634
- LIBRIS: 210444
- Système universitaire de documentation: 15498826X
- Museum of New Zealand Te Papa Tongarewa: 68718
- Virtual International Authority File: 68923532
- WorldCat: E39PBJxhp3Gq3YY9gGf6pYRBT3